# 小矶典子
小矶典子（日语：／ Koiso Noriko，1974年1月15日—），旧姓滨口，日本女子篮球运动员，曾代表日本参加1996年夏季奥林匹克运动会和2004年夏季奥林匹克运动会女子篮球比赛。